# Haplochernes insulanus
Haplochernes insulanus es una especie de arácnido  del orden Pseudoscorpionida de la familia Chernetidae.

## Distribución geográfica
Se encuentra en las Islas del Pacífico.